# پاول خارین
پاول خارین (انگلیسی: Pavel Kharin؛ زادهٔ ۱۲ نوامبر ۱۹۲۷) قایقران کانو اهل اتحاد جماهیر شوروی سوسیالیستی بود.
وی همچنین برندهٔ جوایزی همچون مدال دفاع از لنینگراد شده‌است.